# キキョウ科
 キキョウ科 （ききょうか、Campanulaceae）は真正双子葉植物の科で、大部分が草本、一部はつる性の、約80属2,000種からなり、世界的に広く分布する。花は花弁が合生し先が5つほどに分かれる。おしべは5本。
花が放射相称のキキョウ亜科（キキョウのように星型に開くもの、ホタルブクロやツリガネソウ（カンパニュラ）のように釣鐘型のものがある）と、左右相称のミゾカクシ（サワギキョウ）亜科（これをミゾカクシ科 Lobeliaceae として独立させることもある）の2亜科のほか、小さい2亜科がある。
多くは乳液を含む。観賞用に栽培するものとしてキキョウ、ツリガネソウ、ロベリアなどがある。キキョウは根にサポニンを含み薬用にもされる。山菜としてよく利用されるものにツリガネニンジン（トトキ）やツルニンジン（朝鮮でトドクと呼ぶ）がある。ミゾカクシ（ロベリア）属など有毒のものもある。

## おもな分類群
- キキョウ亜科 Campanuloideae 
  - ツリガネニンジン属 Adenophora - ツリガネニンジン、ソバナ、イワシャジン、ホウオウシャジン
  - シデシャジン属 Asyneuma (Syn.Phyteuma) - シデシャジン
  - ホタルブクロ属 Campanula - ホタルブクロ、ツリガネソウ、チシマギキョウ、イワギキョウ
  - ツルギキョウ属 Campanumoea - ツルギキョウ、タンゲブ
  - ツルニンジン属 Codonopsis - ツルニンジン
  - イソトマ属 Isotoma
  - ネソコドン属 Nesocodon
  - タニギキョウ属 Peracarpa - タニギキョウ
  - キキョウ属 Platycodon - キキョウ
  - ユウギリソウ属 Trachelium
  - キキョウソウ属 Triodanis - キキョウソウ
  - ヒナギキョウ属 Wahlenbergia
- ミゾカクシ亜科 Lobelioideae 
  - ミゾカクシ属 Lobelia - ミゾカクシ、サワギキョウ、ロベリア

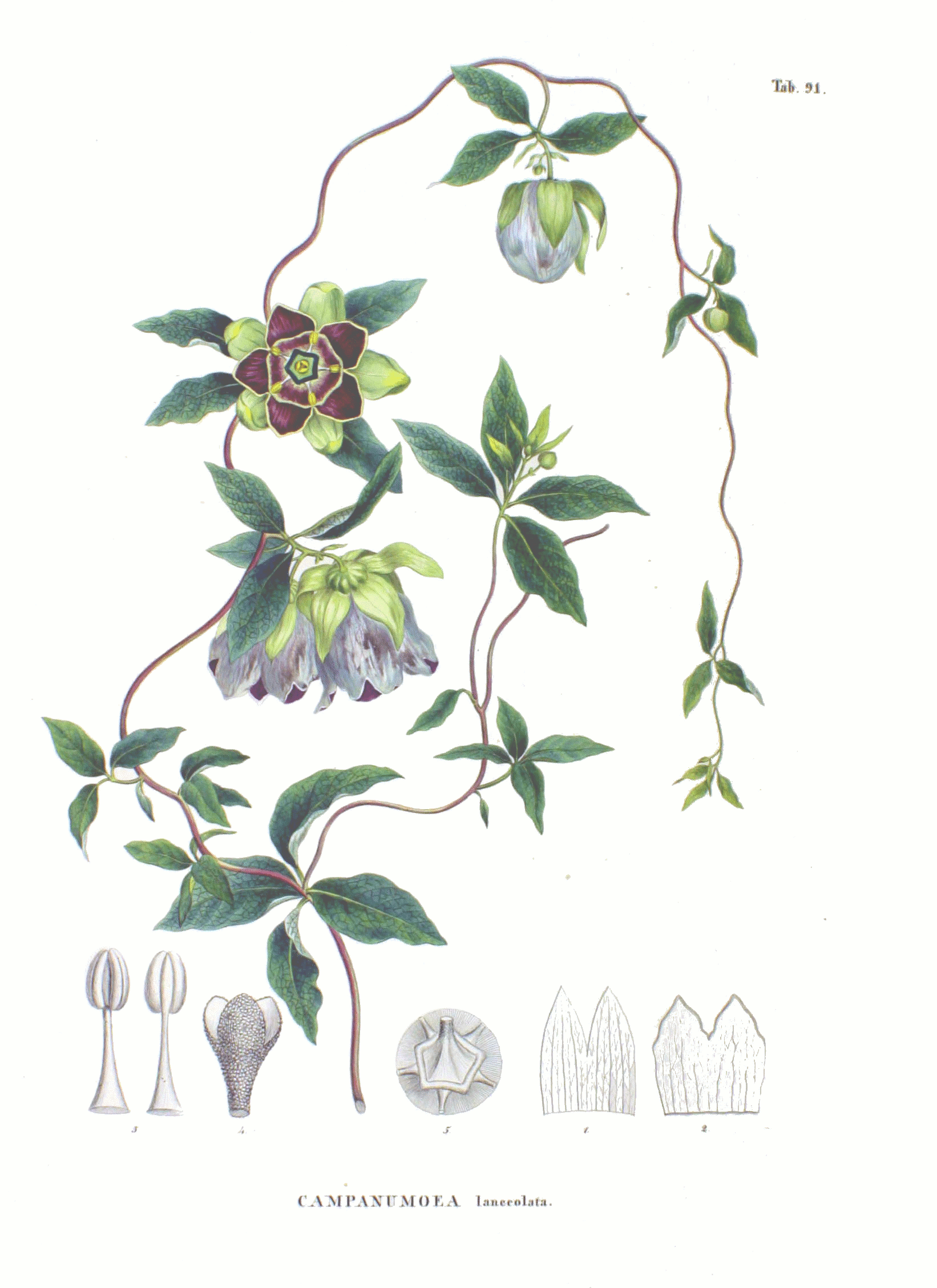
ツルニンジン

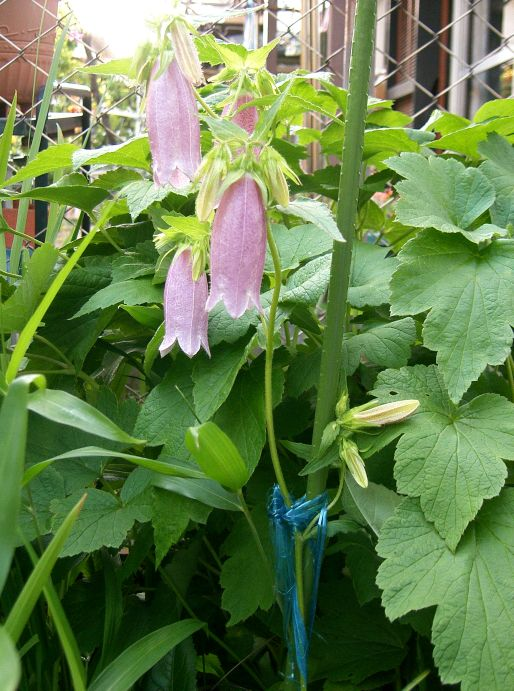
ホタルブクロ

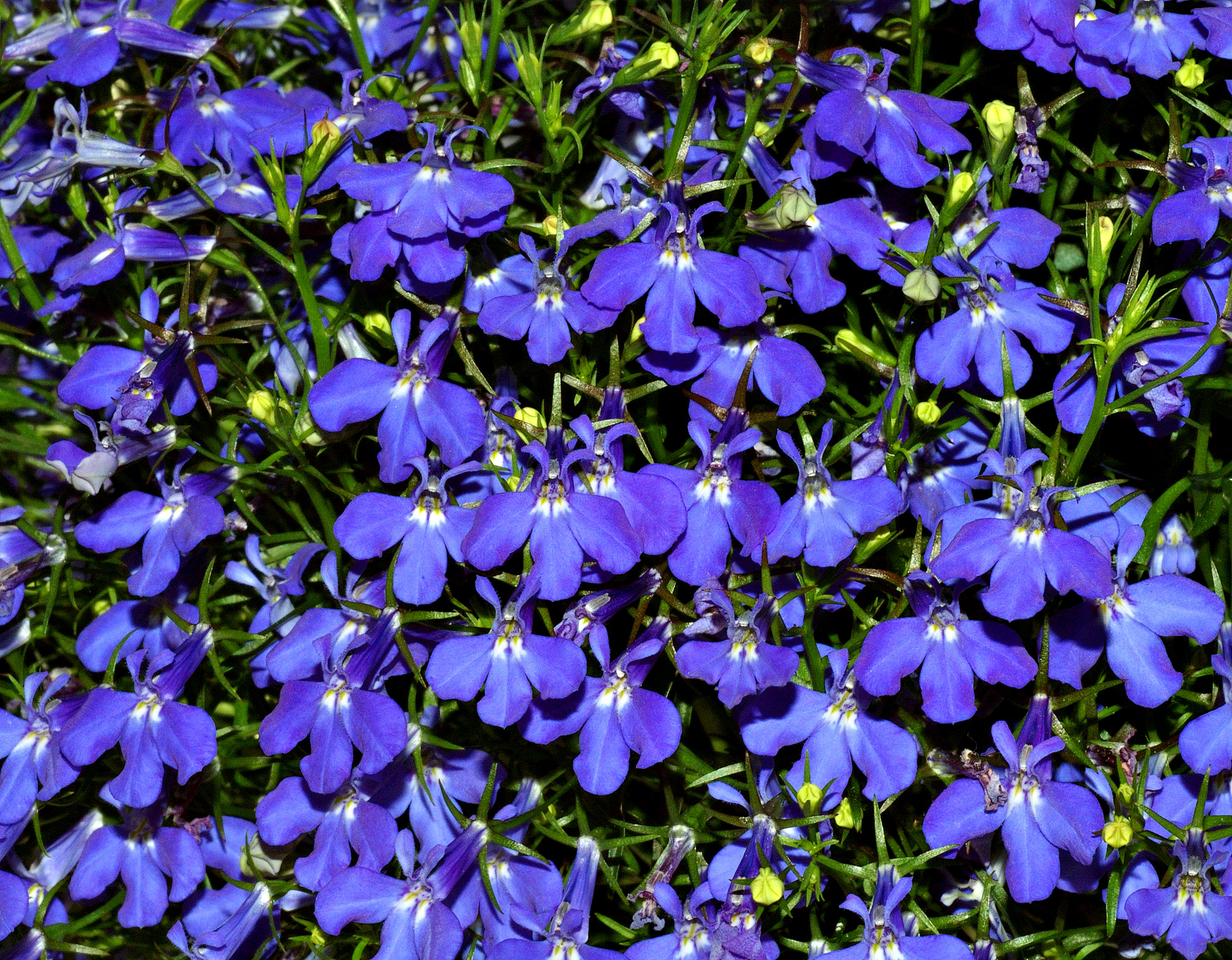
ロベリアL. erinus